# Stříbrná
Stříbrná település Csehországban, a Sokolovi járásban. Stříbrná Bublava, Šindelová, Přebuz, Rotava, Kraslice, Klingenthal és Muldenhammer településekkel határos. Lakosainak száma 443 fő (2024. január 1.).

## Népesség
A település lakosságának változását az alábbi diagram mutatja:
| Lakosok száma | 2764 | 3204 | 4279 | 762  | 523  | 432  | 443  | 463  | 446  | 443  |
|               | 1869 | 1890 | 1921 | 1950 | 1980 | 2001 | 2017 | 2019 | 2022 | 2024 |